# Hanna Ralph
Johanna Antonia Adelheid Günther, conocida como Hanna Ralph, (Bad Kissingen, 25 de septiembre de 1888-Berlín, 25 de marzo de 1978) fue una actriz teatral y cinematográfica alemana, con una carrera iniciada en el teatro y en el cine mudo, y finalizada en los primeros años 1950.

## Biografía
Su verdadero nombre era Johanna Antonia Adelheid Günther, y nació en Bad Kissingen, Alemania. Debutó en el teatro en 1913 en la Ópera de Fráncfort. Entre 1914 y 1915 trabajó en el Stadttheater de Maguncia, en 1916 en Hamburgo, y en 1917 empezó a actuar en varios locales de Berlín.
Hanna Ralph se inició en el cine en 1917 en el cortometraje dirigido por Ludwig Beck Die entschleierte Maja, en el que actuaba Walter Janssen. Al año siguiente tuvo un papel protagonista en la producción dirigida por Georg Jacoby Keimendes Leben, Teil 1, junto a Emil Jannings. A este serial le siguió en 1919 Keimendes Leben, Teil 2. Uno de sus papeles más famosos de sus inicios en el cine fue el de Katarina en la adaptación que Carl Froelich rodó en 1921 de la novela de Fiódor Dostoyevski Los hermanos Karamazov, actuando acompañada por Fritz Kortner y
Bernhard Goetzke. 
En 1924 actuó en el drama romántico dirigido por Herbert Wilcox Decameron Nights, junto al actor estadounidense Lionel Barrymore, y en el film fantástico de Fritz Lang Los nibelungos, en el que hacía el papel de Brunilda. En 1926 trabajó en el éxito internacional dirigido por F.W. Murnau y distribuido por Universum Film AG Fausto, en el cual actuaban Gösta Ekman, Camilla Horn y Emil Jannings.
La carrera de Hanna Ralph superó la transición al cine sonoro, aunque únicamente actuó en tres películas en los años 1930; sin embargo, dedicó buena parte de la década a trabajar en el teatro. Durante la Segunda Guerra Mundial se retiró de la interpretación y, acabada la contienda, volvió brevemente al cine en los primeros años 1950, haciendo pequeños papeles en el drama criminal dirigido por Wolfgang Liebeneiner Der blaue Stern des Südens (1951) y en el film de Harald Reinl Hinter Klostermauern (1952), antes de retirarse definitivamente.
Hanna Ralph se casó con el actor Emil Jannings en 1920, aunque la pareja se divorció. Más adelante estuvo brevemente casada con el director Fritz Wendhausen. Hanna Ralph falleció en 1978 en Berlín, Alemania, a los 90 años de edad. En 1968 había sido galardonada con el Deutscher Filmpreis por su trabajo en el cine alemán.

## Selección de su filmografía
- Die Brüder Karamasoff (1921)
- Helena (1924)
- Corazones sin rumbo (1928)
- Napoleon auf St. Helena (1929)